# تشريع سفارة القدس لعام 1995
تشريع سفارة القدس لعام 1995 (بالإنجليزية: Jerusalem Embassy Act of 1995) هو تشريع أقرّه الكونغرس الأمريكي في دورته رقم 104 في 23 تشرين الأول/ أكتوبر 1995، حيث يُعبّر بصراحة عن رغبة الولايات المتحدة بنقل سفارتها في إسرائيل إلى القدس بدلاً من تل أبيب، والاعتراف بالقدس كعاصمة للدولة العبريّة، وذلك في موعد أقصاه أيار/ مايو 1999.
يزعم التشريع أن إسرائيل عملت على توحيد القدس بعد أن كانت مُقسّمة. كما يذكر أن القانون الدولي يكفل لكل دولة تحديد عاصمتها، وفي هذا السياق أعلنت إسرائيل منذ 1950 القدس عاصمة أبديّة لها، وجعلتها مقرًا لكل مؤسساتها الوزاريّة والإداريّة، وبينها مقر الرئيس والبرلمان والمحكمة العُليا، كما أنها مركز الديانة اليهوديّة، وتُعتبر مدينة مقدّسة بالنسبة لأعضاء ديانات أخرى. ولضمان تنفيذ القانون، فرض الكونغرس عقوبات على الجهات التنفيذيّة في حال فشلت في اتخاذ مثل هذه القرارات ضمن الموعد المذكور.
لقد وَعَد عشرون رئيسًا ومرشّحًا ومسؤولًا في مجلس الشيوخ الأمريكي بنقل السفارة الأمريكية من تل أبيب إلى القدس. ولكن هذا التشريع يسمح للرئيس الأمريكي بتأجيل تطبيقه كل 6 أشهر، وهذا ما فعله الرؤساء الأمريكان منذ 1995. إلاّ أن الرئيس الأمريكي دونالد ترامب قد قرر في 6 كانون الأول/ ديسمبر 2017 الاعتراف بالقدس عاصمة لإسرائيل ونقل سفارة الولايات المتحدة إلى القدس، في خطوة أدانها المجتمع الدولي والدول الإسلاميّة والعربيّة والفلسطينيّون.

## التصويت
تم تفعيل التشريع في 8 تشرين الثاني/ نوفمبر 1995، بعد أن نال موافقة غالبيّة أعضاء الكونغرس الأمريكي. ولقد كانت نتائج التصويت 93 صوت مع التشريع، مقابل 5 أصوات ضده في مجلس الشيوخ، بينما كانت النتائج 374 صوت مع التشريع، مقابل 37 صوت ضده في مجلس النواب.

## فتح السفارة بالقدس
الإثنين 14 مايو 2018 الولايات المتحدة الأمريكية تنقل سفارتها من تل أبيب للقدس.

## انظر أيضًا

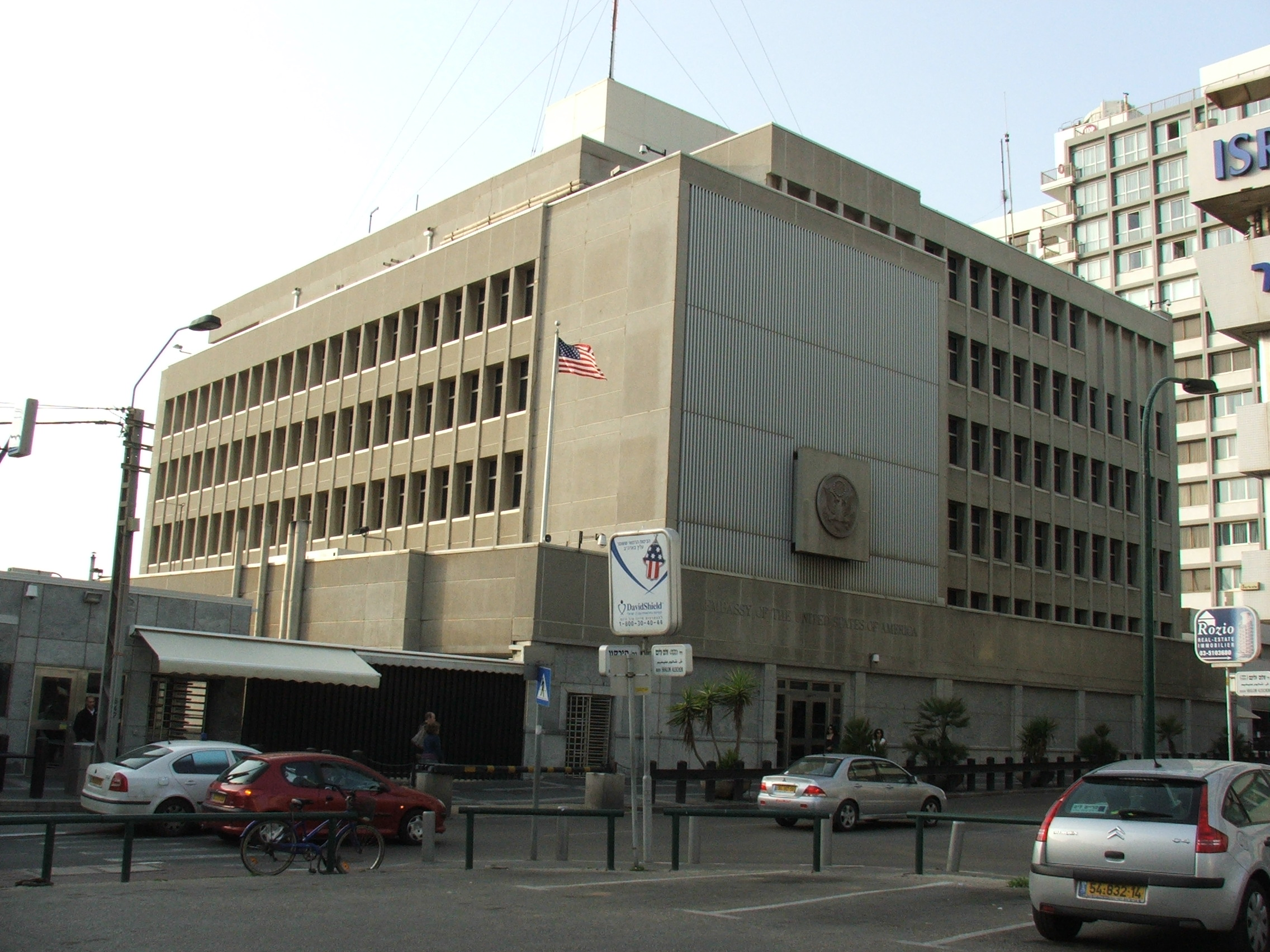
السفارة الأمريكية في تل أبيب.

## وصلات خارجية
- تشريع سفارة القدس لعام 1995 | مكتب منشورات الحكومة الأمريكية (بالإنجليزية)